# コグネックス
コグネックスコーポレーション（英：Cognex Corporation）は、マシンビジョンを用いたコンピュータによる画像計測処理装置およびそれを組み込んだ各種外観検査機器、表面検査装置の販売、サービス業務を行う企業である。また、コグネックス株式会社は、その日本法人で、コグネックスコーポレーション社製品の輸入、販売、サービス業務を行う企業。